# Déclaration de Windhoek
La Déclaration de Windhoek (ou Déclaration de Windhoek pour le développement d’une presse africaine indépendante et pluraliste) a été rédigée par une soixantaine de journalistes africains en conclusion du Séminaire pour le développement d’une presse africaine indépendante et pluraliste organisé en mai 1991 à Windhoek (Namibie) par l’UNESCO et les Nations unies (UN/DPI), en étroite collaboration avec diverses organisations professionnelles des médias représentatives de la profession à l’échelle internationale et régionale. Ce texte décrit de manière incisive la situation des journalistes africains indépendants à la fin des années 1980 et définit les conditions nécessaires pour l’établissement et le développement d’une presse indépendante, libre et pluraliste en Afrique. La Déclaration de Windhoek du 3 mai 1991, considérée comme la “référence mondiale en matière de liberté de la presse”, a été inscrite par l’UNESCO, en avril 2025, au registre du patrimoine documentaire La Mémoire du monde.

## Une nouvelle stratégie de communication
Approuvée formellement par les États membres de l’UNESCO lors de la 28e session de la Conférence générale (novembre 1995), la Déclaration de Windhoek est devenue depuis lors un document de référence majeur au sein du système des Nations unies. Elle s’inscrit dans le cadre de la Nouvelle stratégie de la communication décidée par la Conférence générale de l’UNESCO lors de sa 25e session en novembre 1989, au moment même où tombait le mur de Berlin. 
Cette nouvelle stratégie a entraîné de facto la mise à l’écart du Nouvel ordre mondial de l’information et de la communication (NOMIC) qui avait fait l’objet d’âpres controverses au sein de l’Organisation dans les années 1980. Celles-ci avaient profondément divisé l’UNESCO et avaient notamment entraîné le départ des États-Unis et du Royaume Uni, respectivement en 1984 et 1985. Le NOMIC avait également donné lieu à une vive opposition de la part de plusieurs organisations professionnelles des médias, qui voyaient dans le Nouvel ordre un moyen permettant aux États de contrôler la presse sous le prétexte, entre autres, de favoriser une circulation plus large et mieux équilibrée de l’information entre le Nord et le Sud. Tout en maintenant le besoin de promouvoir une diffusion plus large et mieux équilibrée de l’information, la Nouvelle stratégie de la communication adoptée en novembre 1989 précise que cet objectif devait se faire "sans entrave à la liberté d’expression", conformément au principe fondamental de la "libre circulation des idées par le mot et par l’image" contenu dans l’Acte constitutif de l’UNESCO,. 

## Genèse du séminaire de Windhoek
Le séminaire de Windhoek est une suite directe de la Table ronde Est/Ouest que le Directeur-général de l’UNESCO, Federico Mayor, avait mise sur pied de manière spontanée en février 1990, soit quelques semaines après la chute du mur de Berlin, pour relever un des nombreux défis liés à la fin de la Guerre froide, celui de la démocratisation du paysage médiatique dans les pays d’Europe centrale et orientale. La table ronde avait réuni une soixantaine de journalistes indépendants originaires des pays du Bloc soviétique, ainsi qu’un certain nombre de journalistes occidentaux (Europe occidentale et Amérique du Nord). Mais contrairement au séminaire de Windhoek, la Table ronde Est/Ouest n’avait adopté aucun texte final et s’était limitée à offrir aux participants, dont la plupart venaient à peine de sortir de la clandestinité, une plateforme de libre expression. Suivie par des très nombreux observateurs représentant les États membres de l’UNESCO, la Table ronde Est/Ouest avait suscité beaucoup d’intérêt notamment auprès des diplomates africains qui avaient demandé au Directeur-général qu’une conférence semblable soit organisée sur leur continent. C’est en réponse à la requête des diplomates africains que ce dernier a décidé d’organiser le séminaire de Windhoek.

## Le processus de Windhoek
Les résultats du séminaire de Windhoek ont été accueillis extrêmement favorablement par les États membres de l’UNESCO qui, lors de la 26e session de la Conférence générale, en novembre 1991, ont invité le Directeur général à "étendre aux autres régions du monde les efforts entrepris jusqu’ici en Afrique et en Europe ; à célébrer l’anniversaire de la Déclaration de Windhoek adoptée le 3 mai 1991 ; à transmettre à l’Assemblée générale des Nations Unies le souhait exprimé par les États membres de l’UNESCO qu’elle proclame le 3 mai – Journée mondiale de la liberté de la presse". 
La mise en œuvre de la résolution 26 C/4.3 a enclenché un processus en chaîne dans lequel toutes les initiatives prises étaient liées les unes aux autres, chacune générant la suivante. Pour certains, la Déclaration de Windhoek a donc joué un rôle catalyseur dans le mouvement de démocratisation qui a marqué le paysage médiatique international tout au long des années 1990. C’est ainsi que l’UNESCO et les Nations unies, toujours avec l’appui des organisations professionnelles des médias, ont organisé conjointement 4 autres séminaires régionaux à l’image de celui de Windhoek : le 1er pour les médias d’Asie (Alma Ata, Kazakhatan, octobre 1992), le 2e pour ceux d’Amérique Latine et des Caraïbes (Santiago, Chili, mai 1994), le 3e pour les pays arabes (Sana’a, Yémen, janvier 1966) et le dernier pour l’Europe et l’Amérique du Nord (Sofia, Bulgarie, septembre 1997). Chaque séminaire s’est terminé par l’adoption d’une déclaration dans laquelle les participants ont exprimé" leur plein appui et leur entière adhésion aux principes fondamentaux de la Déclaration de Windhoek en reconnaissant son importance cruciale pour la promotion de médias écrits et radiotélévisés libres, indépendants et pluralistes dans toutes les régions du monde". La Conférence générale de l’UNESCO a adopté les 5 Déclarations de Windhoek, Alma Ata, Santiago, Sana’a et Sofia lors de sa 28e session pour les 3 premières (1995) et de sa 29e session pour les 2 dernières (1997). 
Il est tout à fait inhabituel que les États membres d’une organisation intergouvernementale adoptent des textes émanant de la société civile sans leur apporter des modifications, cela d’autant plus que ces Déclarations sont très critiques à l’égard des politiques et pratiques de certains États vis-à-vis des médias, sans toutefois les nommer.
Outre l’adoption des 5 Déclarations par les États membres de l’UNESCO, le "processus de Windhoek" a eu plusieurs importantes retombées concrètes dans le domaine des médias :
- En février 1992, le Programme international pour le Développement de la Communication (PIDC) de l’UNESCO a modifié ses règles de fonctionnement pour tenir compte des recommandations contenues dans la Déclaration de Windhoek : depuis lors, les projets soumis par le secteur privé ont pu bénéficier du soutien financier du PIDC, au même titre que ceux du secteur public[2],[1].
- Toujours en 1992 et dans la foulée du séminaire de Windhoek, l’UNESCO a apporté son appui à la mise en place d’un réseau d’alerte mondial installé à Toronto, l’International Freedom of Expression Exchange (IFEX)[11] ainsi qu’à la création du Media Institute of Southern Africa (MISA)[12] dont l’une des missions est de soutenir la mise en œuvre des recommandations contenues dans la Déclaration de Windhoek[2].
- En décembre 1993, l’Assemblée générale des Nations unies a proclamé le 3 mai, Journée mondiale de la liberté de la presse, concrétisant ainsi la proposition faite par les participants au Séminaire de Windhoek et reprise à son compte par la Conférence générale de l’UNESCO[1].
- À l’occasion de la célébration du 3 mai 1996, le Directeur-général de l’UNESCO a annoncé la création du Prix mondial de la liberté de la presse UNESCO/Guillermo Cano dont le principe avait été proposé par les participants au séminaire de Santiago en mai 1993. Ce prix est destiné à distinguer une personne, une organisation ou une institution qui a contribué d’une manière notable à la défense et/ou à la promotion de la liberté de la presse où que ce soit dans le monde, surtout si pour cela elle a pris des risques. Il a été attribué pour la première fois en 1997 et, depuis lors, il est remis chaque année par le Directeur général à l’occasion de la célébration de la Journée mondiale de la liberté de la presse[1]. Le/la lauréat(e) est choisi(e) par un jury indépendant formé d’une demi-douzaine de journalistes représentant toutes les régions du monde et tous les types de médias, y compris les numériques[7].

## La valeur symbolique de la Déclaration de Windhoek pour les Africains
L’engagement personnel de quelques diplomates africains en poste à Paris (UNESCO), Genève (ECOSOC) et New York (Assemblée générale des Nations unies) a été décisif dans la réussite du processus de Windhoek. Ce sont eux qui ont proposé et défendu dans ces diverses enceintes intergouvernementales la suggestion faite à Windhoek par les journalistes d’instituer une Journée mondiale de la liberté de la presse célébrée annuellement le 3 mai. Ce sont aussi eux qui ont présenté à la Conférence générale de l’UNESCO le premier projet de résolution dans laquelle les États ont adopté la Déclaration de Windhoek. Cette initiative africaine a ouvert la voie qui a permis aux quatre autres Déclarations d’Alma Ata, Santiago, Sana’a et Sofia d’être adoptées à leur tour sans opposition. Pour l’Ambassadeur du Niger Lambert Messan, président en 1995 du groupe africain à l’UNESCO, « la Déclaration de Windhoek est la contribution de l’Afrique à l’édifice des droits de l’homme ».